# Megalospora
Megalospora är ett släkte av svampar. Megalospora ingår i familjen Cucurbitariaceae, ordningen Pleosporales, klassen Dothideomycetes, divisionen sporsäcksvampar och riket svampar.
|             | Curreya                                  |
|             |                                          |
|             | Gibberidea                               |
|             |                                          |
|             | Cucurbitaria                             |
|             |                                          |
|             | Syncarpella                              |
|             |                                          |
| Megalospora | \| \| Megalospora sulphurata \| \| \| \| |
|             | \| \| Megalospora sulphurata \| \| \| \| |
|             | Rhytidiella                              |
|             |                                          |
|             | Megalospora sulphurata                   |
|             |                                          |

|  | Megalospora sulphurata |
|  |                        |